# Ignaz Roth
Ignaz Roth (* 1. März 1894 in Weibersbrunn; † 4. März 1972 in Zweibrücken) war ein deutscher Politiker (SPD).

## Leben und Beruf
Ignaz Roth entstammt einer alteingesessenen Försterfamilie im Spessart. Nach dem Schulbesuch absolvierte Roth eine Schreinerlehre, die er mit der Gehilfenprüfung abschloss. Im Jahr 1911 wurde er Mitglied des Deutschen Holzarbeiterverbandes. Anschließend ging er auf Wanderschaft, wurde jedoch beim Ausbruch des Ersten Weltkriegs zum Militär eingezogen. 1915 wurde er verwundet und kam nach Zweibrücken in ein Lazarett. Er war seit 1918 im Schreinerhandwerk tätig. Im Jahr 1919 gründete er in Zweibrücken eine Familie. Ab 1922 war er Bezirksleiter des Holzarbeiterverbandes. Ab 1926 arbeitete Roth als Angestellter bei einer Konsumgenossenschaft und ab 1929 dann als Fachangestellter für Arbeitslosenversicherung beim Arbeitsamt. Im Jahr 1933 wurde er aus politischen Gründen entlassen. Während der Zeit des Nationalsozialismus wurde er kurzzeitig in „Schutzhaft“ genommen und im Anschluss unter Polizeiaufsicht gestellt. Von 1934 bis 1945 arbeitete er als selbstständiger Schreiner.

## Partei
Roth war seit 1911 Mitglied der SPD. Er trat aus Protest gegen die Zustimmung der SPD zum Kriegseintritt aus und war von 1917 bis 1922 Mitglied der USPD. Anschließend trat er wieder in die SPD ein und wurde Leiter des sozialdemokratischen Unterbezirkes Zweibrücken, gleichzeitig Bezirksleiter des Holzarbeiterverbandes.

## Abgeordneter
Roth war 1946/47 Mitglied der Beratenden Landesversammlung zur Ausarbeitung der Landesverfassung für das im Jahr 1947 gegründete Land Rheinland-Pfalz. Dem Rheinland-Pfälzischen Landtag gehörte er von 1947 bis 1963 an. Hier war er 1947/48 Vorsitzender des Flüchtlingsausschusses und in allen vier Wahlperioden Mitglied des Grenzlandausschusses.

## Öffentliche Ämter
Roth amtierte 1945/46 als von der US-Armee eingesetzter Bürgermeister und von 1946 bis 1959 als Oberbürgermeister der Stadt Zweibrücken. Ihm wird ein erheblicher Anteil am raschen Wiederaufbau der zu 85 % zerstörten Stadt zugeschrieben. Insbesondere setzte er sich sehr stark für den gemeinnützigen Wohnungsbau ein.

## Ehrungen
- 1959: Großes Verdienstkreuz der Bundesrepublik Deutschland
- Ehrenbürgerwürde der Stadt Zweibrücken am 1. März 1964

## Würdigungen
- 1987 wurde die neu erbaute Turnhalle der Berufsbildenden Schule Zweibrücken mit dem Namen Ignaz-Roth-Halle eingeweiht.
- 2014 nennt sich die Berufsbildende Schule Zweibrücken:  BBS Zweibrücken Ignaz-Roth-Schule.